# Parequema
Tipica della letteratura in lingua portoghese, si denomina parequema la cacofonia che si produce a causa dell'incontro di due sillabe uguali dentro uno stesso contesto.

## Esempi
- Barca catalana
- e labareda dalalala (João Guimarãè Rosa, Grande Sertão: Veredas).